# Distrikt Chugur
Der Distrikt Chugur liegt in der Provinz Hualgayoc in der Region Cajamarca in Nordwest-Peru. Der Distrikt wurde am 29. November 1915 gegründet. Er besitzt eine Fläche von 106 km². Beim Zensus 2017 wurden 3051 Einwohner gezählt. Im Jahr 1993 lag die Einwohnerzahl bei 3716, im Jahr 2007 bei 3553. Sitz der Distriktverwaltung ist die auf einer Höhe von 2750 m gelegene Ortschaft Chugur mit 333 Einwohnern (Stand 2017). Chugur befindet sich 24 km westlich der Provinzhauptstadt Bambamarca.

## Geographische Lage
Der Distrikt Chugur liegt in der peruanischen Westkordillere im Nordwesten der Provinz Hualgayoc. Das Areal wird nach Nordwesten zum Río Chancay entwässert.
Der Distrikt Chugur grenzt im Westen und im Nordwesten an den Ninabamba und Uticyacu (beide in der Provinz Santa Cruz), im Norden und im Nordosten an die Distrikte Lajas und Chota (beide in der Provinz Chota), im Südosten an den Distrikt Hualgayoc sowie im Süden an den Distrikt Catilluc (Provinz San Miguel).

## Ortschaften
Im Distrikt gibt es neben dem Hauptort folgende größere Ortschaften:
- Coyunde Grande
- Perlamayo Capilla